# Angelo Gardellin
Angelo Gardellin (Padova, 30 gennaio 1884 – Padova, 2 settembre 1963) è stato un ciclista su strada, pistard e scrittore italiano.

## Biografia
Nato a Padova il 30 gennaio 1884, fu ciclista professionista dal 1904 al 1916 divenendo campione italiano di velocità negli anni 1905 e 1913. 
Dopo aver lasciato il ciclismo professionista si dedicò all'attività di scrittore sportivo con le opere “Le pagine di gloria del ciclismo italiano attraverso la storia dei campionati in pista e su strada dal 1896 al 1956” con la prefazione alla prima edizione di Emilio Colombo direttore del “Guerin Sportivo”, scritta nell’agosto del 1939, la “Storia del velocipede e dello sport ciclistico”, presentato in occasione della Mostra del ciclo e del motociclo nel 1946 a Milano e “Documenti storici sul gioco del calcio dalle origini, all’antichità, al Medio Evo, ai 50 anni di vita dell’Associazione Calcio Padova (1910-1960)”. Gardellin morì nella sua città natale il 2 settembre 1963.

## Opere pubblicate
- Storia del velocipede e dello sport ciclistico. Tipografia Libreria Antoniana. Padova 1946.
- Le pagine di gloria del ciclismo italiano attraverso la storia dei campionati in pista e su strada dal 1896 al 1956. Padova 1957.
- Documenti storici sul gioco del calcio dalle origini, all’antichità, al Medio Evo, ai 50 anni di vita dell’Associazione Calcio Padova (1910–1960). Tipografia STEDI 1960.